# Valley Grande
Valley Grande è un comune degli Stati Uniti d'America situato nella contea di Dallas dello Stato dell'Alabama.
È diventata una incorporated city nel 2003.